# Jules Cottin
Pour les articles homonymes, voir Cottin.
Œuvres principales
« Au fil de l’eau »
 « Méthode complète théorique et pratique de mandoline  »
Louis Auguste Jules Cottin, né le 21 juin 1868 dans le 9e arrondissement de Paris, et mort le 25 mai 1922 dans le 17e arrondissement de Paris, est un mandoliniste et compositeur de musique français.

## Biographie
D’origine populaire (son père était concierge) et  élève du  guitariste Jacques Bosch, Jules Cottin est un mandoliniste  virtuose  qui participa à partir des années  1890 à Paris à la renaissance de son instrument après son long déclin du XIXe siècle.
Il faisait partie d’un groupe de  mandolinistes, avec Giuseppe Silvestri, Ferdinando de Cristofaro  et Jean Pietrapertosa, très appréciés par le public  parisien. Il était aussi compositeur et écrivit en 1891 une Méthode Complète Théorique et Pratique de Mandoline.
Jules Cottin donnait des concerts avec  son  frère le guitariste Alfred Cottin (1863–1923), et leur sœur Madeleine (9e arrondissement de Paris 18 décembre 1876 - Versailles 28 avril 1966), tous deux également compositeurs.

## Œuvres  sélectionnées
- Au fil de l'eau. Barcarolle pour mandoline et guitare[4],[5],[6].
- Succès-Mandoline. Morceaux pour mandoline seule (Paris: J. Hamelle, 1900)
- Contemplation. Romance sans paroles (Paris: E. Weilter, 1902)
- Études mélodiques d'agilité pour mandoline (Paris, 1907; also: Paris: M. Jumade, 1914)

### Methode
- Méthode élémentaire de mandoline (Paris: A. Leduc, 1903). English edition: Complete Theoretical and Practical Method for the Mandoline (Paris: A. Leduc, 1896-1906)